# Англійський пойнтер

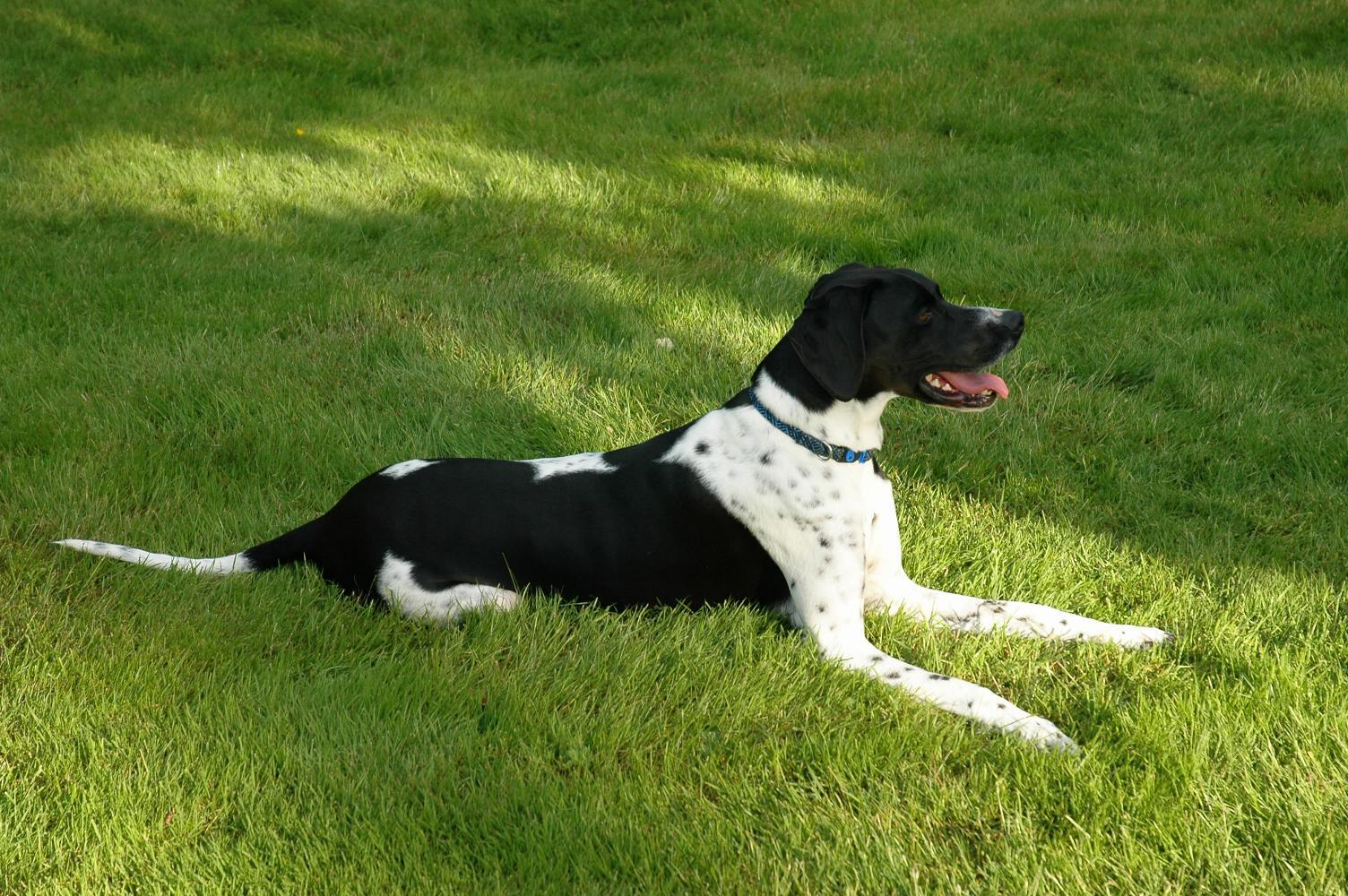
Англійський пойнтер

Англійський пойнтер (англ. English Pointer) — порода собак

## Історія породи
Пойнтер був виведений у вісімнадцятому столітті в Англії від гладкошерстої лягавої з додаванням крові французьких та італійських гладкошерстих лягавих, а пізніше й крові англійських лисогінних гончаків фоксгаундів. До Англії собаки потрапили з Португалії та Іспанії. З англійської назва породи переводиться як «вказівник» (pointer). Ці собаки роблять стійку перед дичиною, тобто, побачивши її, відразу вказують господареві куди потрібно дивитися.
У цих собак уже в щенячому віці з'являється інстинкт мисливця.
З початку організації першої виставки в Росії (1875 р.) велася організована племінна робота з пойнтерами. В Росії пойнтер з'явився в середині двадцятого сторіччя. До першої світової війни паралельно з успішним розведенням пойнтерів, порода в Росії часто поповнювалася ввезенням видатних представників породи з Англії, Франції, Бельгії та Швеції.
У Радянському Союзі завдяки селекції, яка поставила за мету поєднати досконалість екстер'єра з високими мисливськими якостями, порода досягла дуже високого рівня.

## Стандарт пойнтера
Пойнтер — короткошерстий лягавий собака, вищесереднього зросту. Дуже стрункий, міцної сухої конституції, з добре розвиненим кістяком та з пружною, що чітко виступає, мускулатурою. Характерні риси — висока постава голови, прямий енергійний хвіст у вигляді прутика. Пошук на полюванні пойнтер завжди здійснює швидким, енергійним галопом по будь-якому ґрунту, стрибок пойнтера високий і плавний. Стійка завжди в напруженій позі з витягнутим горизонтально або злегка зігнутим хвостом. Припадання до землі породі невластиве.
Пойнтер — сміливий, темпераментний, енергійний собака. На ногах високий. Загривок виділяється над спиною на 1 — 2 сантиметри. Висота в загривку у псів 57-65 см, у сук 54-63 см. Менший зріст — недолік, більший від вказаного — допустимий, але не бажаний. Індекс розтягнутості у псів 100—104, у сук 102—106 сантиметрів.

### Забарвлення
Одноколірне: чорне, польове чи кавове; або двоколірне: чорно-рябе, кавово-рябе, червоно-рябе, жовто-рябе. При двоколірному забарвленні — на білому фоні плями та крап. При суцільному забарвленні допускаються білі плями на морді, грудці, шиї і кінчиках лап.
Бронзовий відтінок допустимий на морді у чорних собак та собак кавового кольору. Забарвлення кінчика носа, повік і губ повинне бути при всіх забарвленнях в тон їм або темнішим, аж до чорного. Недоліками вважаються світлі, різкі підпалини у собак кавового кольору і рідко спостережуване триколірне забарвлення шерсті. Вадою вважається і суцільно-біле і чорно-підпале забарвлення.

### Шерсть
Шерсть коротка, щільно прилегла до тіла. Волосся блискуче і пружне. На шиї, тулубі та хвості довжина волосини 10 — 13 мм, на голові, вухах та на передніх частинах лап волосся коротше. На голові, морді, особливо на вухах, волосся тонке і шовковисте. Темні волоски зазвичай коротші, ніж білі.
Недоліки: груба шерсть, подовжена шерсть, рідка шерсть, підвіс на хвості а також на задньому боці стегон.

### Шкіра, мускулатура і кістяк
Шкіра тонка і еластична, без складок; мускулатура добре розвинена, пружна, суха, чітко виділяється; кістяк міцний, але не грубий.

### Голова
Помірно довга, покрита тонкою шкірою, суха, рельєфна. Надбрівні дуги дуже розвинені і утворюють між лобом і мордою різкий перехід, дуже характерний для породи. Черепна коробка помірно довга, ширина в лобовій і потилично-тім'яній частині — однакова. Потиличний горб чітко але не різко виділяється. Майже плоска і досить широка між вухами голова, в лобовій частині чітко ділиться на дві половини трикутною западиною між надбрівними дугами. Скроневі западини заповнені опуклою мускулатурою. Вилиці чітко виділені, але не занадто. Морда помірно довга суха в профіль прямокутна і тупа, при погляді зверху — неширока, без помітного звуження до мочки носа. Мочка носа широка з досить широко відкритими ніздрями. Губи тонкі, м'які, верхні трохи звішуються за нижню щелепу і в профіль утворюють тупий кінець морди з закругленим нижнім кутом, а в кутку рота, звисаючи, утворюють невелику складку.
Недоліки: слабовираженний перелом, злегка загострена морда, часткова депігментація мочки носа, занадто опуклий лоб, легка горбоносість.
Вади: клиноподібна голова, відсутність перелому, різка горбоносість.

### Вуха
Висячі, високо посаджені (вище рівня очей), тонкі, м'які, з чітко видними кровоносними судинами, рухливі, трикутної форми з округленими кінцями; передніми краями щільно прилягають до вилиць, в спокійному стані висять легкою складкою, звішуючись трохи нижче щелепи.
Недоліки: вуха, що не прилеглі переднім краєм до вилиць, на хрящі, різко відстовбурчені ззаду, низькопосаджені, великі, важкі, товсті.

### Очі
Середньої величини з прямим розрізом повік; круглі, не запавші і не на викоті. Колір очей в тон або темніший ніж плями.
Недоліки: запалі або витрішкуваті, внутрішнє віко, що прикриває частину очей, голі повіки, світлі повіки, світлоокі собаки.
Вади: двоколірність (неоднаковий колір очей), косий розріз очей, вивернуті повіки, заворот повік всередину.

### Зуби
Білі, міцні, добре розвинені, щільно прилягають. Прикус ножицеподібний.

### Шия
Високо поставлена, з'єднана під тупим кутом з головою. Довга, суха, мускулиста, з опуклою верхньою лінією, без звисаючих складок шкіри. Від голови до загривка шия поступово потовщується, плавно переходячи в загривок і плечі. Від голови шия чітко відділяється потиличних виступом.
Недоліки: усі відхилення від зазначених норм.

### Грудка
Глибока і потужна, в поперечному перерізі овальної форми, опущена до ліктів. Спереду дещо завужена, а в задній частині ширша. Несправжні ребра довгі і округло вигнуті. Передній виступ грудної кістки чітко виділяється. Нижня лінія грудей опукло вигнута, округло і плавно переходить в лінію живота, без різкого підйому.
Будь-яке відхилення від зазначених норм є недоліком. При сильній вираженості — вадою.

### Спина
Широка, мускулиста, міцна, пряма.
Недоліки: м'яка або така, що злегка горбиться.
Вади: провисла, горбата.

### Поперек
Широкий, мускулистий, короткий, злегка опуклий, що у псів помітніше, ніж у сук. Прямий поперек у сук допустимий, у псів є недоліком.
Вади: різхко горбатий, довгий.

### Круп
Довгий, широкий, опуклий, злегка похилий.
Недоліки: короткий горизонтальний або надміру скошений.
Вади: сильна скошеність.

### Живіт
Добре підібраний, не випирає через короткий і підтягнутий пах.
Недоліки: пузатість.

### Передні кінцівки
При огляді спереду — прямі і паралельні. Плечі м'язисті, помірно косі (кут плечолопаткового зчленування близько 100 °). Ліктьові відростки сильно розвинені і спрямовані строго назад. Передпліччя довге, в розрізі овальне. Довжина ніг до ліктя становить: у псів — близько 55-56 %, у сук — 52-54 % від висоти в загривку. Зап'ястя видимого потовщення не утворюють. П'ястки довгі, злегка похилі.

### Задні кінцівки
При огляді ззаду — прямі і паралельні, збоку — з добре вираженими кутами з'єднань. Розставлені трохи ширше ніж передні ноги, особливо у сучок. Гомілка довга. Скакальний суглоб добре розвинений і п'яткова кістка різко виражена
Недоліки: прямовата постава кінцівок, короткі гомілки, дещо зближені скакальні суглоби, шаблистість.
Вади: ті ж відхилення від норми, але різко виражені. Зайві пальці.

### Лапи
Овальної форми, пальці тісно стиснуті, кігті направлені до землі.
Недоліки: пласкі лапи

### Хвіст (прут)
Гнучкий, пружний, сухий, рухливий, посаджений досить високо, поступово тоншає до кінця. Плавно продовжує лінію попереку — крупа і прямує не вище від рівня спини. По довжині не досягає скакального суглоба на 2-3 см.
Недоліки: довший або коротший встановленого стандартом, занадто тонкий або грубий, млявий, злеггка шаблевидний.
Вади: різка серповидність, злам в будь-якому місці.

### Інше
Тривалість життя: 12-14 років (деякі живуть і більше).
Приплід: 5-7 цуценят (в середньому 6).
Група: Кімнатно-декоративна
Ким визнана: CKC, FCI, AKC, UKC, ANKC, NKC, NZKC, APRI, ACR.
Линька: легка.
FCI Стандарт породи № 1 /07.09.1998/.

## Характер пойнтера
Англійські пойнтери — слухняні собаки. Завдяки ласкавому і спокійному ставленню до господаря пойнтерів визнали ідеальними компаньйонами для людей. Вони добре грають з дітьми і не проявляють агресії відносно інших собак.
Пойнтери відомі своєю дружелюбністю і готовністю ладнати зі всіма членами сім'ї. Порода відноситься до розряду аристократичних.
Пойнтер — сміливий і темпераментний собака. Досить енергійний, витривалий, азартний. Дуже гордий. Пойнтер потребує постійного руху, тому цю породу необхідно часто і довго вигулювати. Пойнтер — хороший компаньйон для будь-якого спортсмена. Ця порода відома своєю відданістю господарям.

## Хвороби пойнтерів
Пойнтери — собаки з рівнем здоров'я вище середнього. Вони найбільш схильні до таких захворювань:
- Дисплазія кульшового суглоба
- Артрит
- Епілепсія
- Шкірні захворювання
- Глухота
- Катаракта
- Паннус (хронічний поверхневий кератит)
- Дисплазія рогівки ока
- Прогресивна атрофія сітківки ока

## Догляд за пойнтером
Догляд за пойнтером складається з одного-двох розчісувань щіткою за тиждень. Шерсть у пойнтера досить жорстка, тому їм подобається хороший масаж. Гумова рукавичка допомагає видалити відмертвілу шерсть і помасажувати шкіру собаки.
Необхідно регулярно оглядати шкіру пойнтера, так як ця порода схильна до шкірних захворювань.
Пойнтери потребують захисту від бліх і кліщів, а також періодичного обрізання кігтів.
Вуха пойнтера потребують чищення кожні два тижні.
Купати собаку потрібно тільки в міру необхідності. Іноді допускається полоскання пойнтера водою, а мильні ванни собакам можна влаштовувати не частіше одного разу на рік.
Ця порода легко піддається догляду і дресируванню.

## Активність
Пойнтери — активні собаки, які потребують регулярних тренувань і вправ. Недостатня кількість фізичного навантаження може призвести до неспокійної, руйнівної поведінки пойнтера. Їм необхідно приділяти щонайменше дві години в день для вправ. Ця порода потребує м'якого, терплячого дресирування.

## Умови проживання
Найкращі умови життя для пойнтера — сільська місцевість чи міський будинок з великим заднім двором чи з парком поруч.